# Narcissus albimarginatus
Narcissus albimarginatus és una espècie de planta bulbosa que pertany a la família de les amaril·lidàcies. És originària del Nord d'Àfrica, principalment al Marroc.

## Descripció
Té les fulles com a forma de joncs de color gris-verdoses. Amb una a dues flors per umbel·la, de color groc amb una vora blanca en la corona. Floreix entre març a abril.

## Hàbitat
Narcissus albimarginatus creix entre els 860 i els 1670 msnm en terres acumulades en esquerdes en penya-segats i afloraments rocosos en muntanyes silícies o calcàries, i també es troba en terres arenoses sota els arbres de Cedrus atlantica, esquerdes de roca calcària a prop de cims muntanyencs, sorra i pedra, pastures, matollars, boscos i bosc mediterrani.
A causa de la seva presència en els penya-segats i les altes muntanyes, l'única amenaça coneguda és el risc de recol·lecció per part de botànics o horticultores, no obstant això, fins i tot una pressió de recol·lecció menor podria afectar poblacions senceres.

## Distribució
Aquesta espècie té una distribució restringida a les muntanyes del Rif occidentals del nord-oest del Marroc i té una àrea d'ocupació estimada de 28 km². En l'actualitat només es coneixen dues subpoblacions. A causa de la naturalesa i la disponibilitat de l'hàbitat en què es produeixen, s'ha estimat que la mida de la població total no excedirà els 200 individus. No hi ha informació sobre les tendències de la població.

## Taxonomia
Narcissus albimarginatus va ser descrita per D.Müll.-Doblies i U.Müll.-Doblies i publicat a Flowering Plants of South Africa 50(2):, l'any 1986. 1989.
Etimologia
Narcissus nom genèric que fa referència del jove narcisista de la mitologia grega Νάρκισσος (Narkissos) fill del déu riu Cefís i de la nimfa Liríope; que es distingia per la seva bellesa.
El nom deriva de la paraula grega: ναρκὰο, narkào (= narcòtic) i es refereix a l'olor penetrant i embriagant de les flors d'algunes espècies (alguns sostenen que la paraula deriva de la paraula persa نرگس i que es pronuncia Nargis, que indica que aquesta planta és embriagadora).
albimarginatus: epítet llatí que significa "amb marges blancs".
Sinonímia
- Narcissus calcicola auct.[6][7]